# Vichuquén
Vichuquén (en mapudungun: serpent de mer) est une commune du Chili faisant partie de la province de Curicó elle-même rattachée à la région du Maule. La superficie de la commune est de 426 km² et sa population en 2002 était de 4335 habitants.

Position de Vichuquén (en rouge) au sein de la région du Maule.